# Sielnica
Sielnica (ungarisch Szélnye – bis 1888 Szelnic) ist eine Gemeinde in der Mittelslowakei mit 1419 Einwohnern (Stand 31. Dezember 2024) und gehört zum Okres Zvolen, einem Kreis des Banskobystrický kraj.

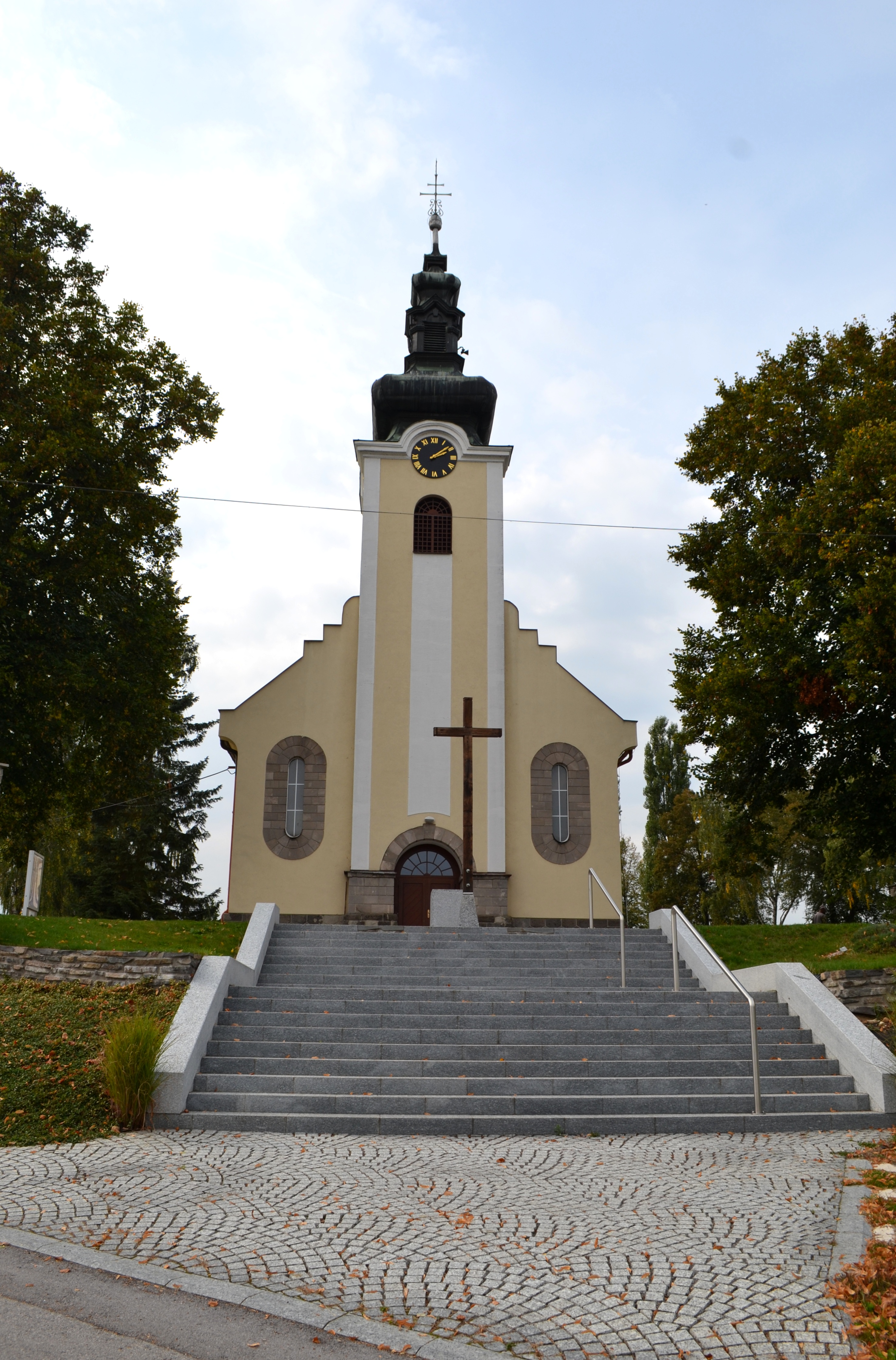
Heilig Geist Kirche

## Geographie
Die Gemeinde liegt im Talkessel Zvolenská kotlina am Fuße der westlich liegenden Kremnitzer Berge. Durch den Ort fließt der Bach Sielnický potok, ein Zufluss des Hron. Das Ortszentrum liegt auf einer Höhe von 347 m n.m. und ist sieben Kilometer von Zvolen sowie 12 Kilometer von Banská Bystrica gelegen.

## Geschichte
Sielnica wurde zum ersten Mal 1250 als Zelnitz schriftlich erwähnt. Es war anfangs ein Ort im Herrschaftsgebiet der Sohler Burg und die Einwohner waren Köhler. 1397 wurde die erste Kirche im gotischen Stil errichtet. 1828 sind 61 Häuser und 485 Einwohner verzeichnet.
Nach dem Zweiten Weltkrieg entstanden viele Datschen oberhalb des Ortes.

## Bevölkerung
| Jahr                | 1994 | 2004    | 2014     | 2024    |
| ------------------- | ---- | ------- | -------- | ------- |
| Anzahl der Personen | 1112 | 1197    | 1392     | 1419    |
| Unterschied         |      | +7,64 % | +16,29 % | +1,93 % |

| Jahr                | 2023 | 2024    |
| ------------------- | ---- | ------- |
| Anzahl der Personen | 1415 | 1419    |
| Unterschied         |      | +0,28 % |

Ergebnisse nach der Volkszählung 2001 (1156 Einwohner):
| Nach Ethnie: - 97,06 % Slowaken - 1,99 % Zigeuner - 0,43 % Tschechen | Nach Konfession: - 86,76 % römisch-katholisch - 4,58 % konfessionslos - 4,24 % evangelisch - 3,55 % keine Angabe |

## Sehenswürdigkeiten
- römisch-katholische Kirche von 1942
- Landschloss aus der Hälfte des 18. Jahrhunderts